# ツィス (広瀬正)
『ツィス』は、広瀬正のSF小説。第65回（1971年上半期）直木賞に推され、司馬遼太郎に絶賛されたが、受賞には至らなかった。この期の直木賞は「該当作品なし」である。
表題のツィスとは音名・階名表記のことであり、嬰ハ（C♯、Cis）の意。

## あらすじ
逸見のり子という女性が、精神疾患専門医の秋葉に耳鳴りの相談を持ち掛ける。逸見が神奈川県C市の特定の場所に行くと、ごく小さい一定の音が聴こえるというのだ。逸見には絶対音感があり、その音は「二点嬰ハ音」、すなわち「ツィス音」とのことだった。秋葉は自分には聴こえなかったが、聴覚に敏感な患者で試験してみたところ、確かに聞こえるという。秋葉は音響学の専門である日比野教授に相談した。日比野教授はツィス音の調査を大々的に行い、テレビの情報番組を通じてツィス音が聞こえる人を募集したところ、大勢の人が名乗り出てきた。ツィス音が聞こえるという人は、日を追って増えて行き、やがて首都圏全体に広まって行く。アメリカ西海岸でも音階の異なるフィス音が聴こえてきたという情報も流れてくる。
日比野教授は自身で開発したツィス音測定装置による観測記録から、ツィス音は次第に大きくなっているのではないかという仮説を立て、その危険性を世間に訴えた。ついには政府によって首都圏全域の住民に避難指示が出るまでに事態は発展する。避難が済んだ首都圏に残るのは、警察・消防・各官庁の代表からなる約二千名の留守部隊。
しかし、ツィス音騒動は、あっけなく終息を迎えた。
留守部隊に残った聴覚障碍者の榊英秀は同棲相手であり同じく留守部隊に残っていたダイアン稲田が、ある日、ツィス音対策用の耳栓をせずに外出していたことに気付く、慌ててダイアンの耳に指を入れる榊だったが、おかしなことに気付いた。測定上ではツィス音は鼓膜を破壊する大音量になっていたはずだったのだ。しかし、ダイアンには何事もない。日比野教授が残していたツィス音測定装置を詳しく調べてみると、でたらめな装置だった。
ツィス音騒動前の日常が戻り、秋葉は榊に告白した。秋葉自身には最初から最後までツィス音が聴こえなかった。ツィス音騒動とは、日比野教授、あるいは他の何者かによって仕組まれた集団幻聴だったのではないか? と。

## 主な登場人物
榊英秀
後半は榊の視点でストーリーが語られる。
後天的に聴覚を失ったイラストレーター。
避難指示の出た首都圏の様子をイラスト化するという目的で留守舞台として首都圏に残る。
ダイアン稲田
ハーフのファッションモデル。榊の同棲相手でもある。榊と共に留守部隊として首都圏に残る。
日比野教授
音響学の権威。前半のストーリーの中心人物。ツィス音の測定装置を作り、ツィス音が次第に大きくなって行く危険性を訴える。
秋葉憲一
精神疾患専門医。ストーリーの序盤と終盤に登場する。

## 評価
『オール讀物』1971年10月号に掲載された直木賞の選考委員による選評の概要は以下の通り。
- 石坂洋次郎 - 面白く読んだが、現実性が不足。
- 源氏鶏太 - 自分には全く書けない種類の作品で魅かれて読んだが、読後の虚しい印象が免れ得ない。
- 柴田錬三郎 - 読み応えはあったが、途中で結末が判る。
- 司馬遼太郎 - 自分の空想を精緻に計数化しうるかに挑んだ作品で変に魅かれるものがある。しかし、この作品のようなものが受賞作になるには、先例とも違うし、あと数年はかかるだろう。
- 今日出海 - 新鮮で冒険的な題材。繊細微妙な設定で書き出していたが、粗末な構成になったのが惜しまれる。
- 村上元三 - 最後まで面白くならずに終わった。
- 大佛次郎 - 当初は否定したが、後になってそれが自分の理解の外にあったためではないかと感じ、気がかりになった。他の作人と比べ新鮮だったことは確か。